# Dysbatus stenodesma
Espèce
Synonymes
- Stibaroma stenodesma Lower, 1899[1]

Dysbatus stenodesma est une espèce d'insectes lépidoptères de la famille des Geometridae, vivant en Australie.

## Taxonomie
Cette espèce a été décrite en 1899 par Oswald Bertram Lower (en) sous le taxon Stibaroma stenodesma.

## Publication originale
- (en) Oswald Bertram Lower, « Descriptions of new Australian Lepidoptera », Proceedings of the Linnean Society of New South Wales, Sydney, Inconnu et Société linnéenne de Nouvelle-Galles du Sud, vol. 24,‎ 1899, p. 83–116 (ISSN 0370-047X, OCLC 1755950, DOI 10.5962/BHL.PART.7655).